# Gonzo (phim khiêu dâm)
Gonzo là một thể loại phim khiêu dâm, mục đích nhằm đặt người xem trực tiếp vào khung cảnh trong phim. Jamie Gillis được cho là người đầu tiên khởi xướng ra thể loại gonzo với loạt series các bộ phim tựa đề On the Prowl của mình.
Tên gọi của thể loại bắt nguồn từ thuật ngữ thông tấn gonzo, theo đó phóng viên là một phần của sự kiện đang diễn ra. Để so sánh, phim khiêu dâm gonzo đặt máy quay vào ngay trong phân cảnh, thường là với một hoặc nhiều người tham gia quay phim và diễn cảnh hoạt động tình dục, không có sự phân tách thông thường giữa máy quay và người thể hiện được thấy trong các bộ phim hoặc chiếu bóng cinema khiêu dâm thông thường.
Thể loại gonzo chịu ảnh hưởng của phim khiêu dâm nghiệp dư, và nó có xu hướng sử dụng ít hơn các góc phim rộng hoặc góc chụp toàn thân mình, để nhường cho cảnh quay cận hình (close-ups) (xem: phim khiêu dâm thực tế). Cách quay phim lỏng lẻo và trực tiếp thường bao gồm các góc quay cận cảnh bộ phận sinh dục, không giống như một số phim khiêu dâm truyền thống.

## Những sự tương đồng với phim khiêu dâm góc nhìn thứ nhất (POV)

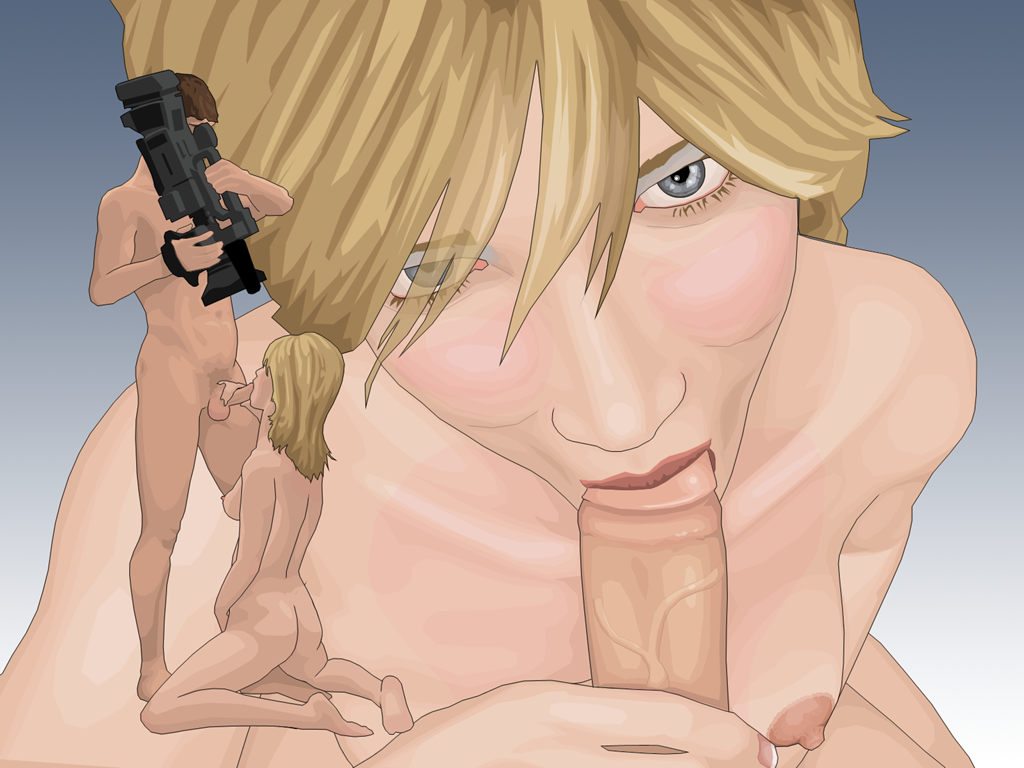
Phim khiêu dâm POV; Một trong những diễn viên (bên trái) quay cảnh hành động tình dục, tạo nên cảnh quay góc nhìn thứ nhất (hình nền).

Phim khiêu dâm góc nhìn thứ nhất (POV) là một loại hình giải trí người lớn, được quay phim để trông như là người xem đang trải nghiệm chính hoạt động tình dục ấy. Trong phim khiêu dâm POV, phong cách quay thường là tương tự như phim khiêu dâm gonzo, với người hưởng khoái cảm tình dục cầm máy quay—chĩa ống kính xuống diễn viên đang thực hiện hoạt động tình dục. Phong cách quay phim này đối lập với việc có một đội ngũ quay phim góc nhìn thứ ba riêng biệt quay toàn bộ phim. Hiệu ứng là để cho khán giả cảm nhận được rằng họ đang tự trải nghiệm chính những hoạt động tình dục mà họ đang theo dõi, ngược lại với khi nhìn ngắm người khác để thị dâm.
Phim khiêu dâm POV thỉnh thoảng cũng phá vỡ quy tắc góc quay thứ nhất nghiêm ngặt. Ví dụ, bộ phim Amateur Allure có một cảnh quay thương hiệu khi mà người quay phim đang sinh hoạt tình dục di chuyển máy quay handycam quanh đầu của người mẫu đang hoạt động tình dục. Điều này tạo ra một góc quay không thể có được một cách trực tiếp thông qua con mắt của một người, trong khi đang trải nghiệm chính hoạt động tình dục. Mặc dù vậy, không có bất kỳ máy quay góc nhìn thứ ba nào được thiết đặt.

### Phim khiêu dâm POV tại Nhật Bản
Tại Nhật Bản, phim khiêu dâm góc nhìn thứ nhất được gọi là hamedori (ハメ撮り), một thể loại phim khiêu dâm Nhật Bản, theo đó nam diễn viên phim người lớn (AV) hoặc đạo diễn phục vụ như một người quay phim. Các video thể loại hamedori được sản xuất từ những thời kỳ đầu của phim người lớn Nhật Bản (JAV) vào đầu thập kỷ 1980. Thuật ngữ "hamedori" đi vào sử dụng khoảng những năm 1988-1989, nhưng chỉ có một số nhỏ thị trường ngách cho tới khi nó được phổ thông đại chúng tại V&R Planning bởi đạo diễn Company Matsuo.
Matsuo bắt đầu làm việc về mảng thể loại này vào năm 1991, nói rằng kỹ thuật quay gần gũi thân mật này là một phương cách tự nhiên mà ông có thể quay để làm sao thể hiện được những cảm xúc của nữ giới và để "khiến cho cô ấy cởi mở về bản thân mình, để thể hiện những cảm xúc chân thật nhất". Matsuo đã hợp tác với các nữ diễn viên nghiệp dư trong các video của mình, và ông cũng thường xuyên viễn hành tới quê hương của họ để làm phim. Ông nói chuyện với họ một cách sâu rộng trên máy quay để cho cả hai người, ông và khán giả xem, có thể biết về họ nhiều hơn trước khi có bất kỳ cảnh quay tình dục nào. Một lượng lớn sự phổ biến và nổi tiếng của những video này cho thấy được những người phụ nữ phổ thông và bình thường là như thế nào ngoài đời thật. Bởi vì là những người nghiệp dư trong một phân cảnh đơn lẻ của video nhiều phần, các nữ diễn viên thông thường được trả 50.000 yên Nhật (khoảng 500 đô la Mỹ).

## Giải thưởng
Tổ chức X-Rated Critics Organization có một danh hiệu "Best POV Release" (2005–2009) cùng với danh hiệu "Best POV Series" (kể từ năm 2010) của giải thưởng hằng năm XRCO Award.
Ngoài ra, giải thưởng AVN Award có các danh hiệu "Best POV Series", "Best POV Release" và "Best POV Sex Scene". 

## Các đạo diễn phim gonzo đáng chú ý
- Mike Adriano
- Belladonna
- Ashley Blue
- Seymore Butts
- Tom Byron
- Christoph Clark
- Raul Cristian
- Ben Dover
- Erik Everhard
- Manuel Ferrara
- Jamie Gillis
- Max Hardcore
- Mike John
- Lexington Steele
- Joanna Angel
- Jules Jordan
- John Leslie
- Rodney Moore
- Pat Myne
- Ed Powers
- Shane (Shane's World)
- Rocco Siffredi
- Joey Silvera
- John Stagliano (Buttman)
- Randy West
- Pierre Woodman